# Monestier (Allier)
Monestier é uma comuna francesa na região administrativa de Auvérnia-Ródano-Alpes, no departamento Allier. Estende-se por uma área de 28,2 km². Em 2010 a comuna tinha 293 habitantes (densidade: 10,4 hab./km²).